# Вятская духовная семинария
Вя́тская духо́вная семина́рия — среднее духовное учебное заведение Русской православной церкви, существовавшее с 1735 по 1918 годы.

## История
В 1735 году в Хлынове епископом Лаврентием (Горкой) была основана славяно-латинская школа. Помещением для семинарии служил Успенский Трифонов монастырь.
На протяжении нескольких десятилетий школа испытывала большие трудности с преподавателями, материальными средствами, учебниками, учебными программами.
В 1752 году после пожара учение в семинарии прекратилось и было возобновлено только через 6 лет при епископе Варфоломее Любарском, которым для семинарской библиотеки были выписаны из заграницы избранные церковные и лучшие классические писатели.
В 1758 году на базе славяно-латинской школы была создана Вятская духовная семинария.
Число обучавшихся в семинарии воспитанников доходило до 400 и более человек.

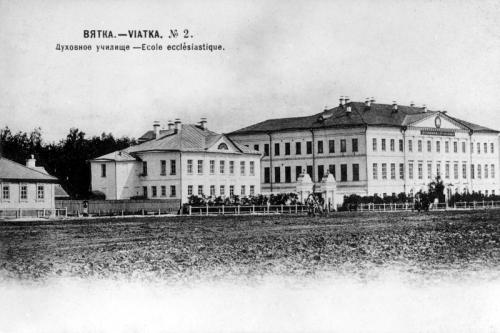
ВДС в 1898 году

При епископе Лаврентии (Барановиче) в 1775 году при семинарии был открыт философский класс, в 1779 году — богословский, в 1780 году вновь введён греческий язык, в 1781 году — всеобщая история, в 1786 году рисование и изучение правил об обязанностях человека и гражданина, в 1789 году — алгебра с геометрией и еврейский язык.
При том же епископе в 1789 году началось строительство для семинарии новых учебных корпусов на Филимоновской архиерейской даче, куда она переехала в 1795 году. В первой четверти XIX века для неё дополнительно были выстроены каменные корпуса. На период переезда на новое место, в семинарии обучалось свыше 700 человек.
В 1802 году введены французский и немецкий языки, в 1803 году — медицина, в 1809 году — церковная архитектура.
Вятская духовная семинария не избежала тех недостатков, которые проявились во всей системе духовного образования в XIX и, особенно, в начале XX века. По состоянию на 1900 год в семинарии было 403 учащихся.
После Октябрьского переворота 1917 года семинария была закрыта большевиками. В советское время там размещалось КВАТУ (Кировское военное авиационно-техническое училище).
В 1991 году было воссоздано Вятское духовное училище. Предполагалось его преобразование в семинарию, однако 15 июля 2016 года Священный Синод присвоил Вятскому духовному училищу, наряду с рядом других, наименование «духовного центра подготовки церковных специалистов в области катехизической, миссионерской, молодежной и социальной деятельности».

## Ректоры
- архимандрит Софрония (Македонский) (ум. 1764)
- 1774–1776 - архимандрит Транквиллин
- 1776–1796 - архимандрит Каллист (Звенигородский)
- 1796–1800 - архимандрит Лаврентий (Долматов)
- сентябре 1823—1825 - архимандрит Анастасий (Воскресенский)
- сентябрь 1825—1827 - архимандрит Андрей (Соколов)
- 1827—?[2]) - архимандрит Иероним (Нестеровский)
- 1828—1829 - архимандрит Адриан (Тяжёлов)
- 1833—1835 - архимандрит Варлаам (Денисов)
- 11 февраля 1835—1841 - архимандрит Никодим (Казанцев)
- июнь 1841 — ? - архимандрит Амвросий (Красовский)
- 1860 — 23 марта 1863 - архимандрит Дионисий (Аретинский)
- 23 апреля 1863—1866 - архимандрит Павел (Доброхотов)
- 12 августа 1866 — 10 июля 1870 - архимандрит Иосиф (Баженов)
- 1881 — 28 июля 1891 - протоиерей Николай Попов
- 4 февраля — 13 марта 1895 - архимандрит Алексий (Воронов)
- 1900—1901 - протоиерей Александр Трапицын
- 27 июня 1903 — ? - Василий (Алмазов)
- 1907—1914 - протоиерей Николай Кибардин
- 1914—... - протоиерей Василий Гагинский

## Известные выпускники и преподаватели
- См. Персоналии:Вятская духовная семинария